# ボガチョンコフ事件
ボガチョンコフ事件（ボガチョンコフじけん）とは、ロシア連邦軍参謀本部情報部（GRU）の工作官が日本の海上自衛隊三佐（三等海佐、少佐に相当）に対してスパイ活動を行った事件。

## 経緯
ロシア情報の専門家であったH三佐は「とわだ」の船務長等を務めてきたが、息子の看病のために陸上勤務を希望し、呉第一潜水艦群司令部に移った後、1997年から防衛大学校の総合安全保障研究科（大学院）に所属し、ロシア海軍に関する研究を行っていた。そのような中、1999年1月に防衛研究所が開いた「安全保障国際シンポジウム」の場で在日本ロシア大使館駐在武官のビクトル・ボガチョンコフ海軍大佐はH三佐に接触を図った。
ボガチョンコフはHに寄り添うことから始めた。Hが宗教へ入信すると共に祈ったり、家族旅行を支援したりして親密な関係を築いていった。さらに、息子の葬儀には不祝儀を送り、共に涙を流した。打ちひしがれたHは次第にボガチョンコフと過ごす時間に安らぎを覚えるようになっていったという。こうしてHは段々とボガチョンコフに頼みに応じて自衛隊の書類や教本を渡すようになっていった。
警察が捜査の端緒を得たのは1999年に神奈川県横須賀市で行われた駆逐艦のレセプションであった。神奈川県警察本部警備部外事課は、このレセプションを視察していたが、その際にボガチョンコフとHの接触を現認し、Hへの視察を始める。以前から警察ではボガチョンコフがGRU情報将校であると見ていたので、ボガチョンコフと接触する日本人は視察対象となっていた。
Hの情報は警察庁警備局外事課に持ち込まれ、警視庁公安部外事第一課と神奈川県警察本部外事課による合同捜査本部が立ち上げられた。Hとボガチョンコフの接触場所が都内に限られていたため、警視庁が主体となってHに対する視察を継続すると、Hが資料を渡している場面が現認された。さらに2000年9月7日、東京都港区浜松町のダイニングバーに2人が入り、Hがボガチョンコフに書類袋を手渡した直後、15名ほどの合同捜査本部員はHおよびボガチョンコフの身柄を確保。H三佐はその場で逮捕された。
ボガチョンコフは任意同行に応じず、大使館員を迎えに来させてその場を後にした。大使館に着いたボガチョンコフは同僚のGRUに、工作が摘発され三佐が逮捕された事を報告した後、本国に打電し、それから大使に事の顛末を報告している。2日後の午後12時28分、ボガチョンコフは成田空港からモスクワ行きのアエロフロート582便に乗ってロシアに帰国した。
結局、Hはボガチョンコフに防衛研究所の組織図など数十点、そして秘密指定文書である「戦術概説」という教本と防衛力整備計画に反映される「将来の海上自衛隊通信のあり方」の2点を渡した。その中にはアメリカ軍から得た情報も含まれていた。ボガチョンコフは報酬をH三佐に渡していた。

## 判決
2000年11月27日に東京地方裁判所で初公判が行われた。Hは全面的に罪を認め、弁護側は懲戒免職になっていた事から、執行猶予付き判決を求めた。2001年3月7日に「刑事責任は相当に重い」として自衛隊法違反の罪で懲役十月の実刑判決を下した。Hは控訴せず、刑に服した。

## 影響
防衛庁は計52人を処分した。防衛庁長官であった虎島和夫は自主的に給料の5分の1（1ヵ月）を返納した。
また、この事件では海自幹部が機密文書をコピーしていた事が判明するなど、防衛庁の秘密保全態勢が問題になった。防衛庁は秘密保全の態勢を強化する為に調査隊を改組して防諜を任務とする情報保全隊を2003年に設立した。
その後、情報保全隊は2009年8月1日付で防衛大臣直轄の自衛隊情報保全隊に再編された。